# Хьюгилл, Эшли
Эшли Хьюгилл (англ. Ashley Hugill; род. 1994) — английский профессиональный игрок в снукер.

## Биография и карьера
Родился 28 сентября 1994 года в Йорке, графство Норт-Йоркшир.
В мае 2017 года прошёл Q-School, выиграв шесть матчей, заработав двухлетнюю карту на Мэйн-тур сезонов 2017/18 и 2018/19.